# لويس بازين
لويس بازين (بالفرنسية: Louis Bazin)‏ هو مترجم فرنسي، ولد في 20 ديسمبر 1920 في كاين في فرنسا، وتوفي في 2 مارس 2011 في باريس في فرنسا.